# Loral O'Hara
Loral Ashley O'Hara (Houston, Texas, 3 mei 1983) is een Amerikaanse ingenieur en  NASA-astronaut.

## Opleiding
Loral O'Hara groeide op in Sugar Land, Texas waar ze naar de Clements High School ging. Ze behaalde een Bachelor of Science aan de Universiteit van Kansas in 2005 en een Master of Science aan Purdue-universiteit in 2009 in de lucht- en ruimtevaarttechniek. Tijdens haar studie nam O'Hara deel aan het KC-135 Reduced Gravity Programma voor studenten.

## Loopbaan
Voordat ze haar Master of Science-graad behaalde werkte O'Hara voor Rocketplane Limited in Oklahoma City, Oklahoma. In 2009 begon O'Hara te werken bij het Woods Hole Oceanografisch Instituut. Ze heeft deelgenomen aan technische upgrades van de bemande onderzeeboot DSV Alvin en was werkzaam als ingenieur en data analist voor het op afstand bediende voertuig Jason.

## NASA
O'Hara heeft eerder deelgenomen aan de NASA Academy in het Goddard Space Flight Center en heeft een stage gelopen bij het Jet Propulsion Laboratory.
O'Hara maakt deel uit van NASA Astronautengroep 22. De leden van deze groep begonnen hun training in juni 2017 en werden in januari 2020 astronaut.

## Privéleven
O'Hara beschikt over een vliegbrevet en is een gecertificeerd medische noodhulpverlener en een eerstehulpverlener in de wildernis.

## Missies
Op 15 juli 2022 kondigde NASA aan dat ze aan boord van Sojoez MS-23 zou vliegen als onderdeel van ISS-Expeditie 68 en 69. Na problemen met Sojoez MS-22 moest Sojoez MS-23 worden ingezet als reddingsmissie en werd de oorspronkelijke bemanning van Sojoez MS-23 doorgeschoven naar Sojoez MS-24 die op 15 september 2023 werd gelanceerd.